# Adrian Ivanovitch Nepenine
Adrian Ivanovitch Nepenine (en russe : Адриан Иванович Непенин), né le 21 octobre 1871 à Velikié Louki (gouvernement de Pskov), mort le 4 mars 1917 à Helsingfors (aujourd'hui Helsinki, en  Finlande), était un vice-amiral russe, le dernier commandant de la Flotte impériale russe de la Baltique.

## Famille
Le 27 janvier 1917 Adrian Ivanovitch Nepenine épousa V. Olga Romanova, veuve d'un officier supérieur du croiseur Pallas.

## Biographie

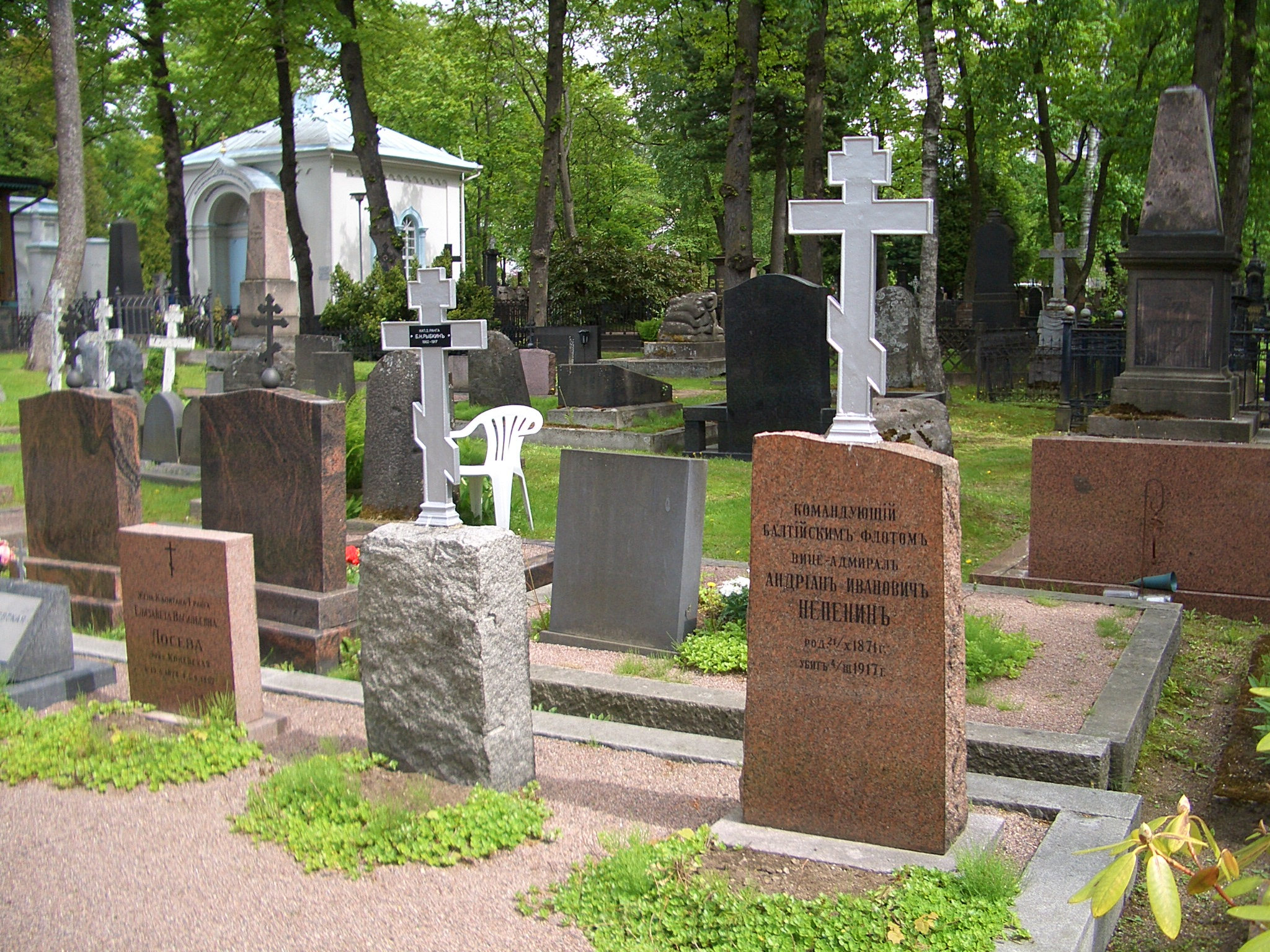
La tombe du vice-amiral Adrian Ivanovitch Nepenine (1871-1917) au cimetière orthodoxe d'Helsinki

Fils d'un officier, Adrian Nepenine entra dans la Marine impériale de Russie en 1889, il sortit diplômé du Corps naval des Cadets en 1892. Le 8 septembre 1892 il fut promu aspirant de marine. En 1895 affecté dans la Flotte de la mer noire il servit à bord de la canonnière Terets (1895-1896).
En 1897, Adrian Nepenine fut transféré dans la Flotte de la mer Baltique, puis dans un équipage de la flottille de Sibérie, où il servit à bord de la canonnière Mandzour. Le 6 décembre 1897, il fut élevé au grade de Lieutenant et participa à la répression de la révolte des Boxers (1900-1901).
Au cours de la Guerre russo-japonaise (1904-1905) Adrian Ivanovitch Nepenine exerça le commandement à bord des destroyers Vlastny (10 mai au 10 juin 1904), puis le Rastoropny (10 juin  au 27 juin 1904), (type Sokol - sabordé le 3 novembre 1904 dans le port de Chifu) et le Patrol (27 juin au 20 décembre 1904 - Type Sokol). Pendant la défense de Port-Arthur il fit preuve d'une grande bravoure et fut décoré de l'Ordre de Saint-Georges (quatrième classe). Au cours de la nuit du 2 décembre 1904 il ordonna le sabordage du cuirassé Sebastopol (Type Poltava - Construction le 22 mars 1892 - lancement le 25 mai 1895 - mis en service le 15 juillet 1900 - sabordé le 2 décembre 1904).

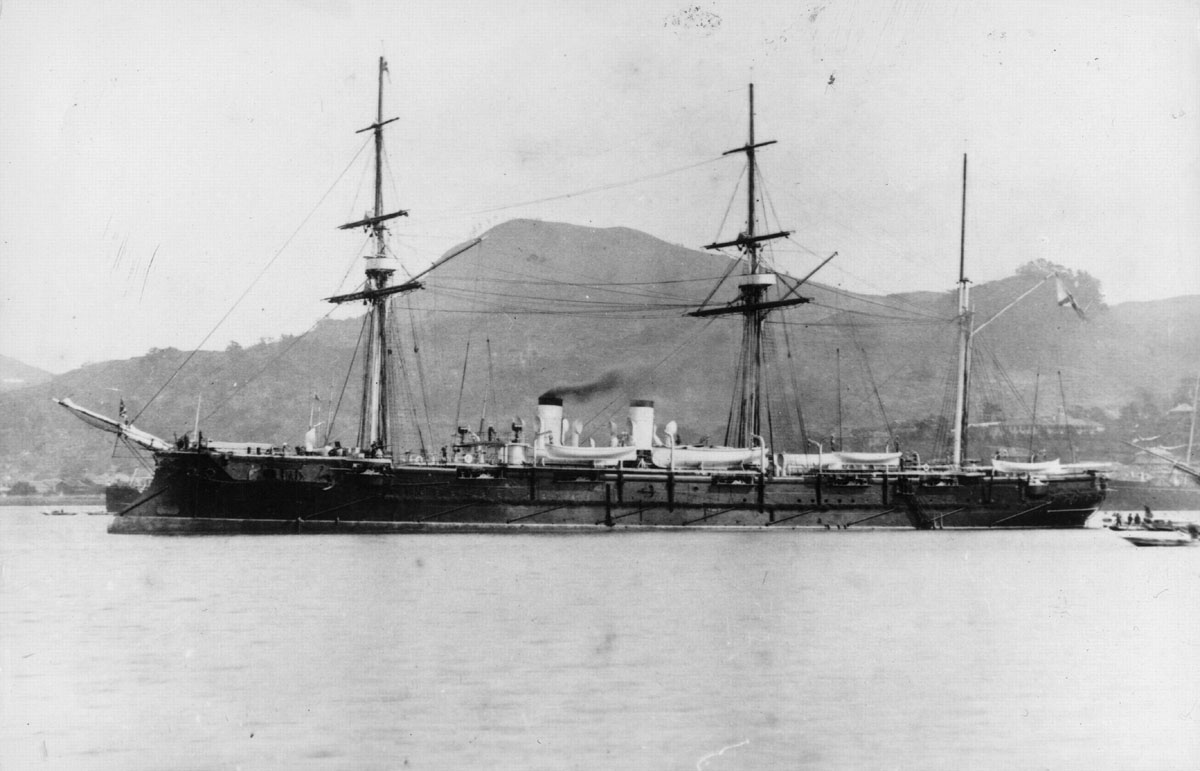
« Amiral Kornilov »

En 1906, Adrian Ivanovitch Nepenine fut transféré dans la Flotte de la mer Baltique, en qualité d'officier supérieur il servit sur le croiseur Amiral Kornilovmiral Kornilov (1906-1907), (Lancement le 28 mars 1897 - mis en service août 1889 -  mis hors service 2 mai 1911). Promu capitaine - deuxième rang - grade correspondant à celui de Lieutenant dans l'infanterie et dans l'armée de l'air) il exerça le commandement à bord du destroyer Prozorlivy (1907-1908). Entre 1908 et 1909 il commanda la 2e division de destroyers de la mer Baltique. En 1909 nommé à la tête de la 8e division de destroyers en mer Baltique puis au 1er équipage naval. Entre 1909 et 1911 il commanda la canonnière Brave. En 1911 il fut promu capitaine (premier rang - grade correspondant à celui de colonel dans l'infanterie ou l'armée de l'air). La même année il occupa les fonctions de chef des communications au siège de l'état-major et chef d'état-major de la Flotte de la mer Baltique. À ces postes, il démontra de grandes qualités d'organisateur et fut l'un des fondateurs de l'aéro-naval (aviation navale), il organisa la reconnaissance aérienne et un service efficace dans l'interception de la radio allemande.
Le 6 septembre 1916 Adrian Ivanovitch Nepenine fut élevé au grade de vice-amiral de la Marine impériale de Russie et reçut le commandement de la Flotte de la mer Baltique.

### Décès et inhumation
À l'instigation du Président de la Baltique, le bolchevik P.F Dybenko, le 4 mars 1917, Adrian Ivanovitch Nepenine fut assassiné d'une balle dans le dos tirée par un marin lors du soulèvement des membres d'équipage de la marine à Helsingfors. Les officiers restés fidèles au vice-amiral cachèrent le corps et le 5 mars 1917 l'inhumèrent secrètement dans le cimetière orthodoxe de Helsingfors (aujourd'hui Helsinki). D'autres officiers victimes de la Révolution russe furent également enterrés dans ce cimetière.

## Distinctions
- 1893 : Boukhara silver star (deuxième classe)
- 9 avril 1900 : Ordre de Saint-Stanislas (troisième classe)
- 1902 : Ordre du Trésor Sacré (quatrième classe - Ordre de l'Empire japonais)
- 11 octobre 1904 : Ordre de Saint-Vladimir (quatrième classe avec épées et ruban)
- 3 septembre 1905 : Ordre de Saint-Georges (quatrième classe)
- 19 janvier 1915 : Ordre de Saint-Stanislas (première classe - avec épées)
- 14 mars 1916 : Ordre de Sainte-Anne (première classe avec épées)

## Sources
- (ru) Cet article est partiellement ou en totalité issu de l’article de Wikipédia en russe intitulé « Непенин, Адриан Иванович » (voir la liste des auteurs).